# Marcos Carámbula
Pour les articles homonymes, voir Carambula.
Marcos Gustavo Carámbula Volpi (né le 23 décembre 1947 à Las Piedras, Canelones, Uruguay) est un homme politique uruguayen. Il est maire (2005–2015) puis sénateur (2015–2017) du département de Canelones. Médecin pneumologue, il est l'un des dirigeants du Parti communiste (PCU) lors de la transition démocratique, élu député à Canelones en 1984 et 1989. Il démissionne du PCU en 1992 avec d'autres dirigeants, pour former la Confluencia Frenteamplista (Confa), qui fait partie du Front large, la coalition de gauche au pouvoir depuis 2004.

## Biographie
Fils d'un maçon batlliste (es) et d'une catholique pratiquante, Carámbula milite d'abord au Parti socialiste (PS) tout en faisant ses études de médecine, devenant membre du comité exécutif de l'Association des étudiants de médecine en 1968. Peu de temps avant le coup d'État militaire de 1973, il est expulsé du PS, ayant participé, avec cinq autres dirigeants, à un courant qui propose de fusionner le PS avec le Parti communiste (PCU) en raison de la crise politique.
En pleine dictature militaire (1973-1985), il fonde, en novembre 1979, avec son père (qui passe de la liste 15 du Parti colorado au PCU), son frère et les jésuites Luis Pérez Aguirre et Juan Luis Segundo la revue La Plaza, qui cesse sa publication en 1982.
Lors de la transition démocratique, outre ses activités parlementaires, il est secrétaire de 1985 à 1987, puis président de 2003 à 2005 du Syndicat des médecins de l'Uruguay, ainsi que président du Club Atlético Juventud de Las Piedras.
Il abandonne toutefois le PCU lors de la crise interne de 1992, fondant le Confa.
Carámbula reste toutefois en retrait de la vie politique lors de la campagne présidentielle de 2004, qui culmine dans la victoire massive du Front large et l'élection à la présidence de Tabaré Vázquez, se consacrant à ses activités syndicales. L'année suivante, il se présente toutefois aux municipales sur les listes du Front large, étant élu à Canelones et remplaçant Tabaré Hackenbruch. Sous son mandat, le chômage baissa de 16 % à 6,2 % .
Aux élections internes du Front large de juin 2009, il se présente, sans succès, en tant que précandidat à la présidentielle (8,27 % des voix du Front), qui est remportée en novembre 2009 par José Mujica (52,09 % des voix). Carámbula est soutenu lors de ces primaires par des groupes hétérogènes, tels que l'Axe artiguiste (centre-gauche), le Parti ouvrier révolutionnaire (trotskyste) ou encore une minorité de l'Alliance progressiste (centre-gauche).
Après deux mandatures à la mairie de Canelones, entre 2005 et 2015, Carámbula est élu en tant que sénateur du département en 2015. Il démissionne en 2017 et laisse sa place à sa suppléante, Michelle Suárez Bértora.